# Claycomo (Missouri)
Claycomo est un village du comté de Clay, dans le Missouri, aux États-Unis,. Situé au sud du comté, il est incorporé en 1946.

## Démographie
Lors du recensement de 2010, le village comptait une population de 1 471 habitants. Elle est estimée, en 2016, à 1 471 habitants.

## Source de la traduction
- (en) Cet article est partiellement ou en totalité issu de l’article de Wikipédia en anglais intitulé « Claycomo, Missouri » (voir la liste des auteurs).